# Hvítárvatn
Hvítárvatn (również Hvítárlón) – jezioro glacjalne w Islandii, w interiorze, o powierzchni 30 km² i maksymalnej głębokości 84 m. Przez jezioro przepływa rzeka Hvítá, od której bierze swoją nazwę. Jezioro leży u podnóża lodowca Langjökull, przy drodze F35.